# Rue Saint-Hilaire (Rouen)
Pour les articles homonymes, voir Rue Saint-Hilaire.
La rue Saint-Hilaire est une voie publique de la commune de Rouen.

## Situation et accès
La rue Saint-Hilaire est située sur la rive droite de la Seine à Rouen.

## Bâtiments remarquables et lieux de mémoire
- Couvent des Pénitents de Rouen